# 徐令姬
徐令姬（1980年6月13日—），韓國女演員，名字常被音譯為徐英熙或徐英姬。
1999年演出舞台劇《Mosquito》出道，在2007年電視劇《媳婦的全盛時代》中扮演不懂事的兒媳李福南一角受觀眾喜愛，2009年於《善德女王》中演繹從不懂事的宮女昭火至德曼公主的養母，獲得了MBC演技大賞配角黃金演技獎。
電影方面，2008年與金允錫、河正宇合作的《追擊者》令她受到注目，於2010年《金福南殺人事件始末》中的出色表演更是讓影片受到好評，憑此拿下富川國際幻想電影節、葡萄牙波爾圖國際電影節等海內外多個最佳女主角獎的肯定。

## 個人生活
2011年5月14日舉行非公開結婚典禮。

## 演出作品

### 電視劇
- 2004年：MBC《12月的熱帶夜》飾 朴明淑
- 2005年：KBS《悲傷呀再見》飾 金敏朱
- 2006年：MBC《Best劇場－誰在他家》飾 敏雅
- 2007年：KBS《達子的春天》飾演 張秀真
- 2007年：tvN《新人魚故事》飾 南秀仁
- 2007年：KBS《媳婦的全盛時代》飾 李福南
- 2008年：MBC《他來了》飾 李寧凞
- 2009年：MBC《善德女王》飾 昭火
- 2011年：MBC《千次的吻》飾 于珠英
- 2012年：TV朝鮮《地運數大通》飾 李恩熙
- 2013年：SBS《結婚三次的女人》飾 朴珠荷
- 2018年：SBS《Secret Mother》飾 姜慧靜
- 2019年：OCN《圈套》飾 申妍秀
- 2019年：SBS《綠豆花》飾演 劉月伊
- 2022年：tvN《O'PENing—美麗的公寓》飾演 文世妍
- 2023年：ENA《纸之月》饰演 姜善英
- 2023年：Disney+《汉江刑警》饰演 尹孝善
- 2023年：SBS《7人的逃脫》飾演 朴蘭英
- 2023年：tvN《閃亮的西瓜》飾演 尹清雅（46歲時期）
- 2024年：ENA《夜限照相馆》飾演 張寶拉（特別出演）
- 2025年：TVING《我死的一週前》飾演 金正淑
- 2025年：tvN《O'PENing-花子的史嘉莉》飾演

### 電影
- 2002年：《Jealousy Is My Middle Name》
- 2003年：《緣起不滅》
- 2004年：《Liar》
- 2005年：《我生涯中最美的一周》
- 2005年：《麻婆島》
- 2006年：《連理枝》
- 2006年：《無道理》
- 2006年：《卸屍宴》
- 2007年：《綁架計中計》（客串）
- 2007年：《宮女》
- 2008年：《追擊者》
- 2009年：《清潭菩薩》
- 2010年：《金福南殺人事件始末》
- 2011年：《世上最美麗的離別》
- 2011年：《喬治和奉植》
- 2012年：《無情的城市》
- 2013年：《演員就是演員》
- 2015年：《偵探：開端》
- 2018年：《偵探：歸來》
- 2018年：《女哭聲》
- 2020年：《老公不是人（朝鲜语：죽지않는 인간들의 밤）》飾演 世蘿
- 待定：《呼吸雨声》

### MV
- 2008年：Monday Kiz《心中的呼喊》

### 網路劇
- 2021年：《 喝杯咖啡嗎？》 飾演 朱熙
- 2022年：《午夜恐怖：6夜》 飾演 珍京

## 獲獎
- 2005年：第13屆春史電影獎－女子新人獎（我生涯中最美的一周）
- 2006年：MBC演技大賞－獨幕劇部門 特別獎
- 2008年：第12屆富川國際幻想電影節－最佳女主角獎（追擊者）
- 2008年：MBC演藝大賞－情景喜劇部門 演技獎
- 2009年：MBC演技大賞－助演部門 黃金演技獎（善德女王）
- 2010年：第14屆富川國際幻想電影節－女主角獎（金福南殺人事件始末）
- 2010年：第30屆韓國電影評論家協會獎－女主角獎（金福南殺人事件始末）
- 2010年：第8屆大韓民國電影大賞－女主角獎（金福南殺人事件始末）
- 2010年：第11屆大韓民國女性大典－電影演員部門 最上鏡獎
- 2010年：第4屆大韓民國分配大獎－大會場獎
- 2010年：年度女性電影人獎－演技獎（金福南殺人事件始末）
- 2010年：第13屆導演選擇獎－年度演技者獎（金福南殺人事件始末）
- 2011年：第31屆葡萄牙波爾圖國際電影節－fantasy競爭部門 最佳女主角獎（金福南殺人事件始末）
- 2011年：第2屆年度電影獎－最佳女主角獎（金福南殺人事件始末）

## 腳註
1. 1 2  韓國影后徐令姬開微博 望與粉絲多交流(附圖) （页面存档备份，存于）（中文）
2. ↑  徐英姬“明星畫報”盡顯成熟女人魅力 的存檔，存档日期2016-03-05.（中文）
3. ↑  .   [2017-09-23]. （原始内容存档于2022-06-22）. 

## 外部連結
- NAVER （页面存档备份，存于） 
- 徐令姬的Instagram帳戶